# Ferenc Hegedűs (Politiker)

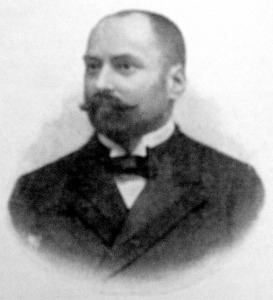
Ferenc Hegedűs (1906)

Ferenc Hegedűs (* 14. April 1857 in Pest; † 15. September 1909 in Budapest) war ein ungarischer Politiker und Minister. Er war 1906 für einige Wochen Finanzminister Ungarns.

## Leben
Hegedűs studierte Jura in Budapest und begann seine Laufbahn im k.u. Finanzministerium zur Zeit der Regierung von Sándor Wekerle. 1897 wurde er Richter am Verwaltungsgericht. Von 6. März 8. April 1906 war Hegedűs Finanzminister in der Beamtenregierung von Géza Fejérváry.